# Sprinkler

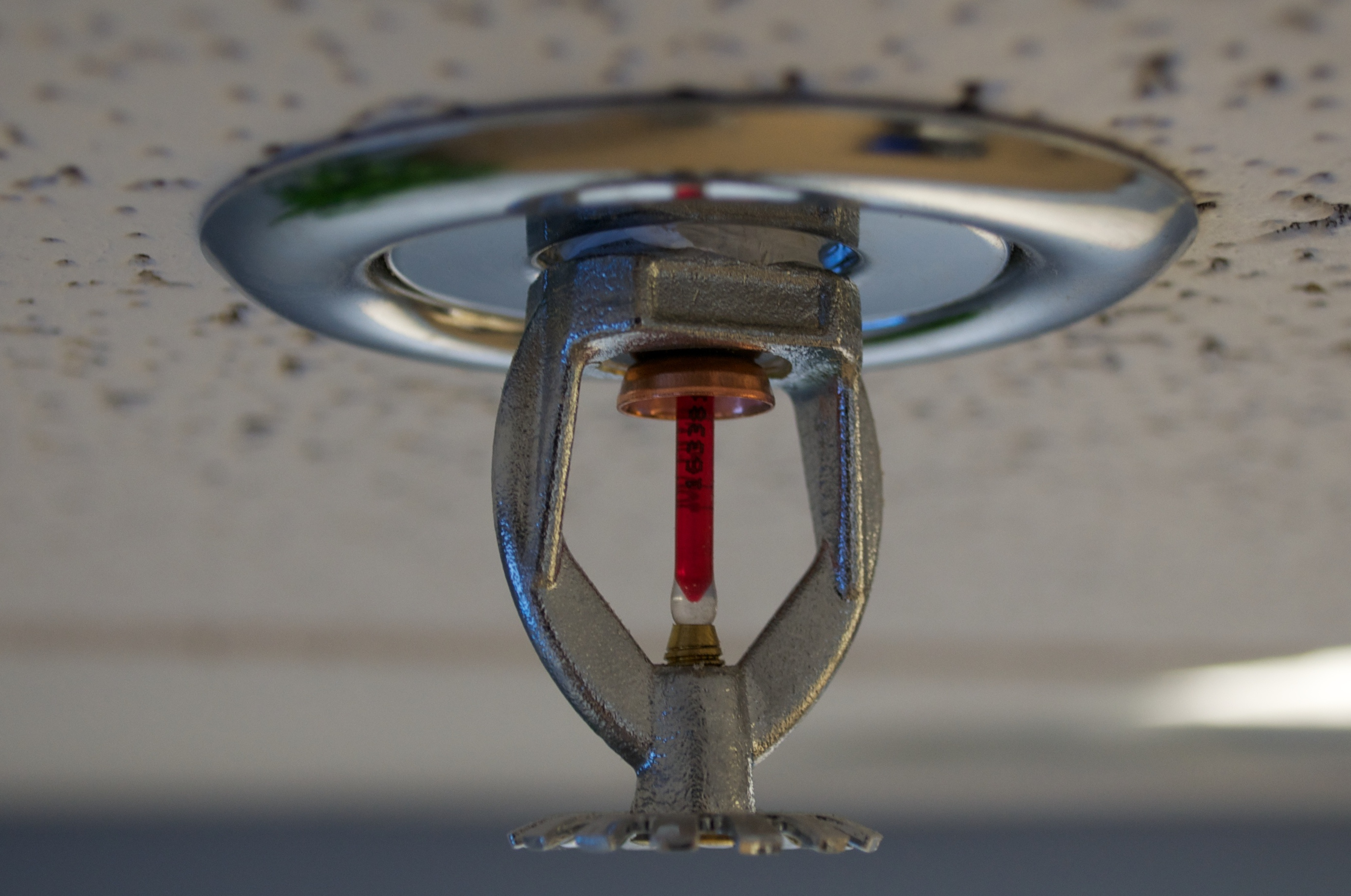
Sprinkler cu bulă de sticlă şi lichid special

Sprinklerul este o armătură de distribuție și împrăștierea apei utilizată în instalațiile automate de stingerea incendiilor. Declanșarea sprinklerului este provocată de temperatura ridicată prin topirea unei lipituri metalice sau prin topirea unei compoziții chimice ori prin spargerea unei bule de sticlă cu lichid special.

## Montaj
Sprinklerele se montează pe o rețea de conducte de apă de diametre mici suspendată de plafonul clădirilor.